# Barbulifer
Barbulifer es un género de peces de la familia de los Gobiidae en el orden de los Perciformes.

## Especies
Las especies de este género son:
- Barbulifer antennatus Böhlke & Robins, 1968
- Barbulifer ceuthoecus (Jordan & Gilbert, 1884)
- Barbulifer enigmaticus Joyeux, Van Tassell & Macieira, 2009
- Barbulifer mexicanus Hoese & Larson, 1985
- Barbulifer pantherinus (Pellegrin, 1901)